# Törelväxter
Törelväxter (Euphorbiaceae) är en växtfamilj. 
Utmärkande drag är skildkönade blommor (antingen flera nästan nakna blommor i ett foder-likt gemensamt svepe eller var och en med foder och krona), en eller många ståndare, vanligen tre stift och en i tre delfrukter sönderfallande kapsel. Fröna har ofta caruncula. 
Denna egendomliga växtfamilj, som innehåller omkring 4 000 arter, är med en mängd former representerad framför allt i jordens varmaste områden, med avtagande artantal mot kallare trakter, så att det i Sverige finns endast femton arter, varav de flesta är mycket sällsynta eller endast på senare tid förvildade. 
Växterna i denna familj är träd, buskar eller örter med strödda blad, ofta rika på mjölksaft, som i de flesta fall har en mycket skarp smak, och som ofta är mycket giftig. 